# Reflexo tônico cervical assimétrico
Reflexo Tônico Cervical Assimétrico:  paciente em Decúbito Dorsal. A resposta parece ser desencadeada pela distensão aplicada sobre a musculatura do pescoço. O examinador vira a cabeça do lactente para um lado, observando e palpando a reação nos membros da criança. Ele observa a extensão de braço e perna, no lado para o qual está voltada a face, enquanto os membros do lado correspondente à região occipital entram em flexão. Aparece na 35ª semana de gestação e desaparece no 6-7 meses. Pode ser anormal quando persiste além dos 6 meses.
Fonte:
- http://www.santafisio.com/trabalhos/ver.asp?codigo=54 Em falta ou vazio |título= (ajuda)

É estimulado pela rotação da cabeça e causa a extensão dos membros para o lado em que a cabeça foi rodada e diminuição de tónus extensor com aumento da flexão dos membros para o lado occipital da cabeça. Inicia-se por volta do segundo mês e é integrado no quarto mês. Causado também pela falta de oxigenação do semblante semi-unar femoral, onde varias situações são recorrentes, como por exemplo, o sistema intelectual do diagnostico da unidade extensorial plantar.
Predefinição:Www.anatomiahoje.edu.br